# Tomáš Hasilla
Tomáš Hasilla est un biathlète slovaque, né le 23 août 1990 à Brezno.

## Biographie
Tomáš Hasilla est présent dans le circuit international junior depuis la saison 2007-2008.
Il fait ses débuts en Coupe du monde en novembre 2012. Il marque ses premiers points en décembre 2013 au Grand Bornand (31e). Entre-temps, il est médaillé d'argent aux Championnats du monde de biathlon d'été en sprint à Forni Avoltri.
Aux Jeux olympiques d'hiver de 2014, il est 64e du sprint et 42e de l'individuel et 12e du relais.
Lors de la saison 2015-2016, il améliore sa meilleure performance avec une 22e place à la poursuite d'Östersund. En 2017, il est 16e du sprint des Championnats du monde d'Hochfilzen.
Aux Jeux olympiques d'hiver de 2018, il est 70e du sprint, 86e de l'individuel et 18e du relais.

## Palmarès

### Jeux olympiques d'hiver
| Épreuve / Édition                | Individuel | Sprint | Poursuite | Départ en masse | Relais | Relais mixte |
| Jeux olympiques 2014 Sotchi      | 42e        | 64e    | -         | -               | 12e    | -            |
| Jeux olympiques 2018 Pyeongchang | 86e        | 70e    | -         | -               | 18e    | -            |

Légende :
- - : Non disputée par Hasilla

### Championnats du monde
| Édition / Épreuve       | Individuel | Sprint | Poursuite | Mass start | Relais | Relais mixte | Relais mixte simple              |
| ----------------------- | ---------- | ------ | --------- | ---------- | ------ | ------------ | -------------------------------- |
| Kontiolahti 2015        | —          | 75e    | —         | —          | 11e    | 17e          | Épreuve inexistante à cette date |
| Oslo 2016               | —          | 62e    | —         | —          | 12e    | —            | Épreuve inexistante à cette date |
| Hochfilzen 2017         | 60e        | 16e    | 43e       | —          | 12e    | 12e          | Épreuve inexistante à cette date |
| Östersund 2019          | —          | 39e    | 56e       | —          | 18e    | 12e          | 24e                              |
| Antholz-Anterselva 2020 | —          | 94e    | —         | —          | 17e    | —            | 26e                              |
| Pokljuka 2021           | 55e        | 69e    | —         | —          | 17e    | 18e          | 21e                              |

Légende :
- — : non disputée par Hasilla

### Coupe du monde
- Meilleur classement général : 64e en 2017.
- Meilleur résultat individuel : 16e.

Mis à jour le 12 février 2017

#### Différents classements en Coupe du monde
| Année     | Classement général final | Sprint | Poursuite | Individuel | Mass start |
| 2013-2014 | 79e                      | 67e    | 79e       | -          | -          |
| 2014-2015 | 91e                      | 84e    | -         | 69e        | -          |
| 2015-2016 | 78e                      | 90e    | 58e       | -          | -          |
| 2016-2017 | 64e                      | 57e    | 77e       | 47e        | -          |
| 2018-2019 | 92e                      | 86e    | 68e       | -          | -          |

### Championnats du monde de biathlon d'été
- Médaille d'argent du sprint en 2013.
- Médaille d'argent du relais mixte en 2017.
- Médaille de bronze du sprint en 2017.